# Fanny Hill (1964)
Fanny Hill ist eine US-amerikanisch-deutsche Verfilmung des Romans Fanny Hill aus dem Jahr 1964. Sie fällt unter die Gattung Erotikkomödie. Regie führte Russ Meyer.

## Handlung
Der Film spielt im London des 18. Jahrhunderts, in dem die jungfräulich-brave Fanny Hill ihre Eltern verloren hat und sich nun ein Leben in den Turbulenzen dieser Zeit aufbauen will. Sie kommt in das „sündige“ London und hat das Glück, bei der überschwänglichen Mrs. Brown eine Anstellung als Kindermädchen zu finden. Fanny hat die Aufgabe, dort „nett“ zu den Herren des Freudenhauses zu sein, die ihre Zeit in „betörender“ Gesellschaft verbringen wollen.
Nun ist jeder Mann wild darauf, Fanny, die noch den unschuldigen Blick der Jugend besitzt, in die Freuden der Liebe einzuweihen. Das Mädchen befreundet sich allerdings mit Madame Brown, die sie beschützt, sodass Fanny Hill das Haus genauso jungfräulich verlässt, wie sie es betreten hat.

## Produktion und Kritik
Robert J. Hill schrieb das Drehbuch für das Filmprojekt. „Russ Meyer wurde eigens für den Film geholt, konnte seine wilden Fantasien aber nicht umsetzen. Die meisten seiner Nacktszenen, die er mit seinen Darstellern drehte, verschwanden wieder aus dem Film, entstanden ist eine optisch ‚brave‘, inhaltlich äußerst langweilige Groschenheft-Geschichte, wobei die Handlung größtenteils in den Dialog verbannt wurden.“ Dieser Missgriff wird größtenteils den Filmkürzern zugeschrieben.